# プジョードライブ大作戦
『プジョードライブ大作戦』（プジョードライブだいさくせん）は、2003年5月3日から同年7月5日まで長野朝日放送で放送された旅番組である。全10回。放送時間は毎週土曜 12:55 - 13:00 (JST) 。

## 概要
リポーターの赤羽頼子が長野県およびその周辺地域の観光スポットをリポートしていたミニ番組で、各地への足には毎回フランス車のプジョーを使っていた。車両協力と番組スポンサーは、地元のプジョー・ジャポン正規ディーラーだった。

## 紹介した場所
※市町村名表記は放送当時のもの。
- 鶴来家（新潟県糸魚川市）
- 信州まつかわ温泉 清流苑（長野県下伊那郡松川町）
- 白樺リゾート 池の平ホテル（長野県茅野市白樺湖）
- 高山屋台会館（岐阜県高山市）
- 勝沼醸造（山梨県東山梨郡勝沼町）
- 道の駅「富士吉田」（山梨県富士吉田市）
- 夢農場（長野県北安曇郡池田町）
- まるたん坊（新潟県西頸城郡青海町）
- 道の駅親不知ピアパーク（新潟県西頸城郡青海町）
- 伊那谷道中（長野県飯田市伊那谷）